# هو جي
هو جي (بالصينية: 胡杰) هو فنان صيني، ولد في 1958 في جينان في الصين.

## وصلات خارجية
- هو جي على موقع IMDb (الإنجليزية)
- هو جي على موقع قاعدة بيانات الفيلم (الإنجليزية)